# Eliano Tattico
Eliano Tattico (in greco antico: Αἰλιανός ὁ Τακτικός?, Ailianós ho Taktikós; fl. II secolo) è stato uno scrittore greco antico.

## Biografia
Eliano visse a Roma, ma con ogni probabilità era greco. Può essere situato in età antonina, perché nei manoscritti la sua opera è dedicata all'imperatore Adriano, ma alcuni studiosi pensano che si tratti di un errore di trascrizione e che il nome originale fosse quello di Traiano, anche perché l'idea dell'opera, a quanto afferma l'autore, era nata durante una conversazione con l'imperatore Nerva, nella villa di Frontino a Formia.

## Tattica
Di lui si tramanda una sola opera, Sulle formazioni tattiche dei Greci (Περί Στρατηγικών Τάξεων Ελληνικών), più noto con il nome abbreviato Tattica.
L'opera, tramandata in almeno 38 codici differenti è divisa in 53 capitoli. Il principale oggetto è la falange macedone, ma Eliano tratta brevemente anche delle formazioni assunte dall'esercito romano, con informazioni desunte in larga misura da Asclepiodoto, di cui probabilmente l'opera di Eliano costituisce un ampliamento.
Da notare anche la quasi totale sovrapponibilità del testo di Eliano con quello di Arriano, il che ha portato alcuni autori a pensare che derivino entrambi da un trattato bellico anteriore.
L'opera rimase tuttavia un importante testo di riferimento per gli autori successivi di trattati militari, anche bizantini e arabi (costituisce ad esempio la principale fonte del trattato di tattica attribuito a Leone VI) e fu studiata con attenzione anche nella prima età moderna.
Nella dedica Eliano annuncia un'altra opera sulla tattica navale, della quale non si hanno altre notizie.